# Шокайо (город, Миннесота)
Шокайо (англ. Chokio) — город в округе Стивенс, штат Миннесота, США. На площади 1,3 км² (1,3 км² — суша, водоёмов нет), согласно переписи 2002 года, проживают 443 человека. Плотность населения составляет 345,9 чел./км².
- Телефонный код города — 320
- Почтовый индекс — 56221
- FIPS-код города — 27-11440[1]
- GNIS-идентификатор — 0641177[2]